# Arrigny (fromage)
Pour la commune, voir Arrigny.
L'Arrigny est un fromage français, produit en Champagne-Ardenne, il porte le nom de la commune de la Marne (51) qui le produisait.

## Fabrication
Le fromage d'Arrigny est un fromage à base de lait de vache, à la pâte molle et la croûte lavée.